# Anny von Hamburg
Die Anny von Hamburg ist ein Dreimastschoner.

## Geschichte

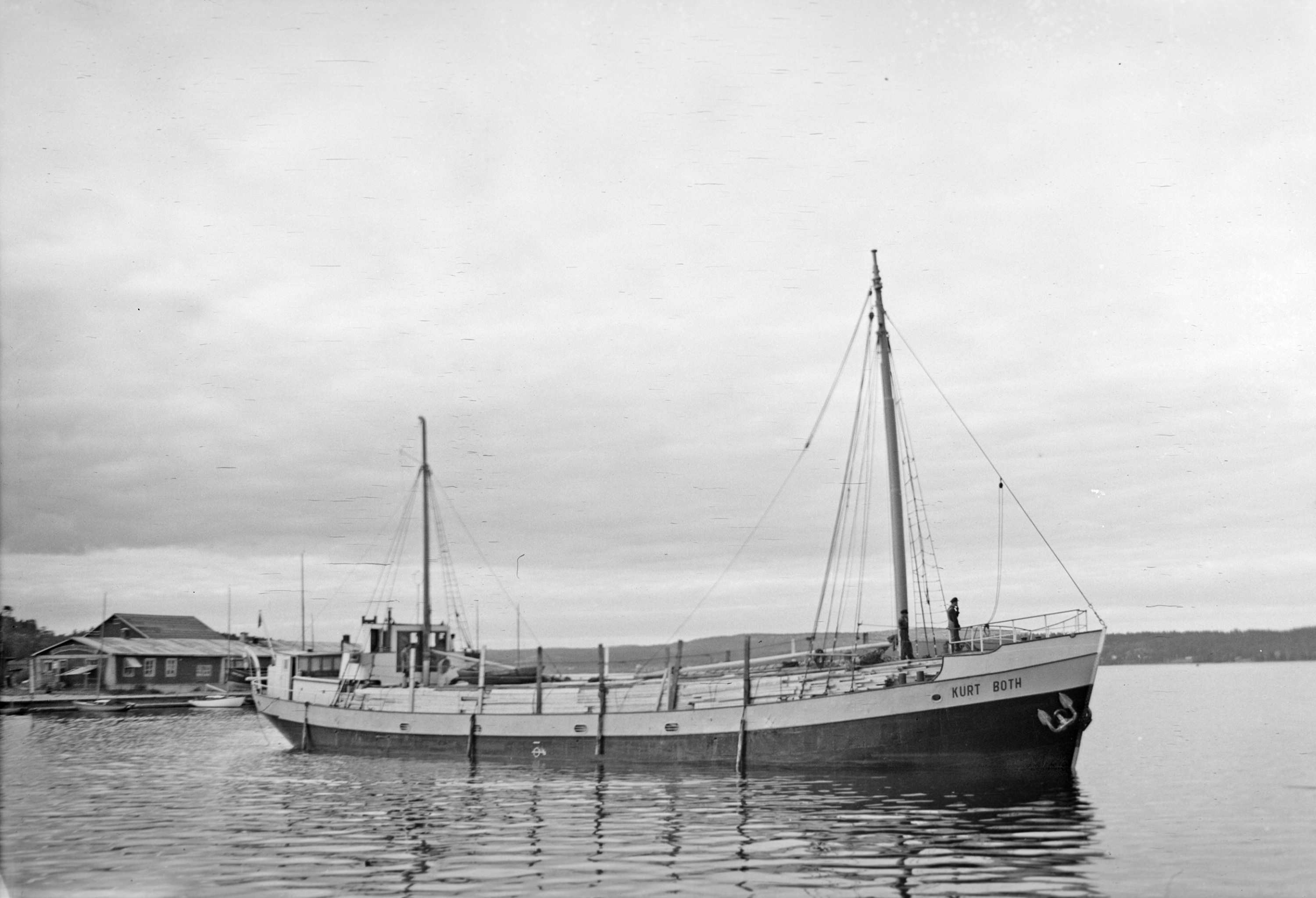
Die Kurt Both im Jahr 1952

Das Schiff wurde 1914 als Anny auf der Werft C. Lühring in Hammelwarden an der Unterweser zusammen mit sieben Schwesterschiffen als Frachtsegler aus Eisen gebaut. Die 28 Meter langen und 6,95 Meter breiten Fahrzeuge waren als reine Gaffelschoner getakelt, also ohne Rahen. Am Vormast kann jedoch an einer losen Rah eine Breitfock gefahren werden. Die Besegelung besteht aus drei großen Gaffelsegeln, den dazugehörigen Gaffeltopsegeln, ferner aus vier Vorsegeln, nämlich Stagfock, Klüver, Außenklüver und Jager, sowie einem Flieger zwischen Vor- und Großmast, woraus sich eine Segelfläche von etwa 520 Quadratmetern ergibt. Die Masten sind aus gewachsenem Holz.
Die Anny wurde 1914 an Diedrich Hasseldieck aus Nordenham abgeliefert. Ihre erste Reise führte nach Sankt Petersburg. Dort wurde der Frachtsegler infolge des Ausbruchs des Ersten Weltkriegs beschlagnahmt und lag für die nächsten Jahre als Wohnschiff für Kadetten im Hafen fest. Er wurde 1925 als Hulk zurück nach Deutschland überführt und auf der Werft von Ernst Harms in Hamburg-Wilhelmsburg für den Hamburger Eigner Walter Richter mit dem neuen Namen Hanna erneut zum Frachtschiff umgebaut. Dabei erhielt das Schiff eine verkleinerte Takelage und einen Zweitaktmotor der Hanseatischen Werke in Bergedorf mit 120 PS. 1936 erwarb der Glückstädter Reeder Max Both den Motorschoner und benannte ihn in Kurt Both um, Heimathafen blieb weiterhin Hamburg.
Während des Zweiten Weltkriegs fuhr er zwischen Bremen und Helgoland, um Zement für die Befestigung der Insel zu transportieren; später ging er in die Trampfahrt nach Skandinavien. 1940 entstand aus dem Dreimaster ein Anderthalbmaster mit einem neuen, 150 PS starken Viertaktmotor der Deutschen Werke in Kiel. 1950 wurde die Kurt Both auf der Werft Fritz Frank in Hamburg-Wilhelmsburg um acht Meter verlängert. Nach Entfernung des Bugspriets 1952 bei Hugo Peters in Beidenfleth war aus dem Schoner endgültig ein Motorschiff geworden. Nach knapp 32 Jahren wurde das Schiff 1957 aus dem Hamburger Schiffsregister gelöscht. Es war zum Preis von 230.000 DM an Oscar Abrahamsson & Söhne in Edshullshall, Schweden, verkauft worden, für die es als Ringö fuhr. 1963 wurde es vom Finnen Paul Grönquist erworben, der es weitere 16 Jahre als Kümo auf der Ostsee betrieb.
1980 entdeckte Jörn Deistler, Geschäftsführer der Germania Schiffahrt, Hamburg, das Schiff als Ringö im Hafen von Karlskrona. Der ehemalige Gaffelschoner war teilausgebrannt und hatte sein Aussehen völlig verändert. Anhand alter Baupläne der Lühring-Werft wurde eine originalgetreue Restaurierung angestrebt. Nach einer Überführungsreise auf eigenem Kiel wurde das Schiff wieder als Anny in das Schiffsregister seines alten Heimathafens Hamburg (Rufzeichen DANY) eingetragen.
Unter Aufsicht des Germanischen Lloyd wurde der Rumpf in Glückstadt bei der Brockmüller-Werft auf das alte Maß gekürzt und in ursprünglicher Form erneuert, das Rigg wurde von Michael Kiersgaard in Svendborg in Dänemark nach den alten Plänen gebaut und getakelt. Das Innenleben des Schiffes wurde gründlich überholt. Es wurde eine neue 280-PS-Deutz-Hauptmaschine als Flautenschieber eingebaut sowie zwei 50-PS-Perkins-Hilfsdiesel für die Stromversorgung. Für die sichere Navigation wurden Radar, Satellitennavigation, Echolot und andere moderne Navigationsgeräte installiert. Im früheren Laderaum wurden bei der Asmus-Werft, Glückstadt, im Stil der Zeit, jedoch mit modernem Komfort, ein repräsentativer Salon, fünf Doppelkabinen mit eigenem Bad und WC sowie geräumige Besatzungsunterkünfte eingebaut.
In den 1990er Jahren holte der Reeder Hermann Buss das Schiff nach Leer (Ostfriesland) und ließ es überholen. Ende 2018 übernahm der Unternehmer Hans Georg Näder das Schiff um es erneut instand setzen zu lassen und danach durch das Reedereiprojekt Timbercoast als Frachtsegler einzusetzen.